# باغبانی علمی

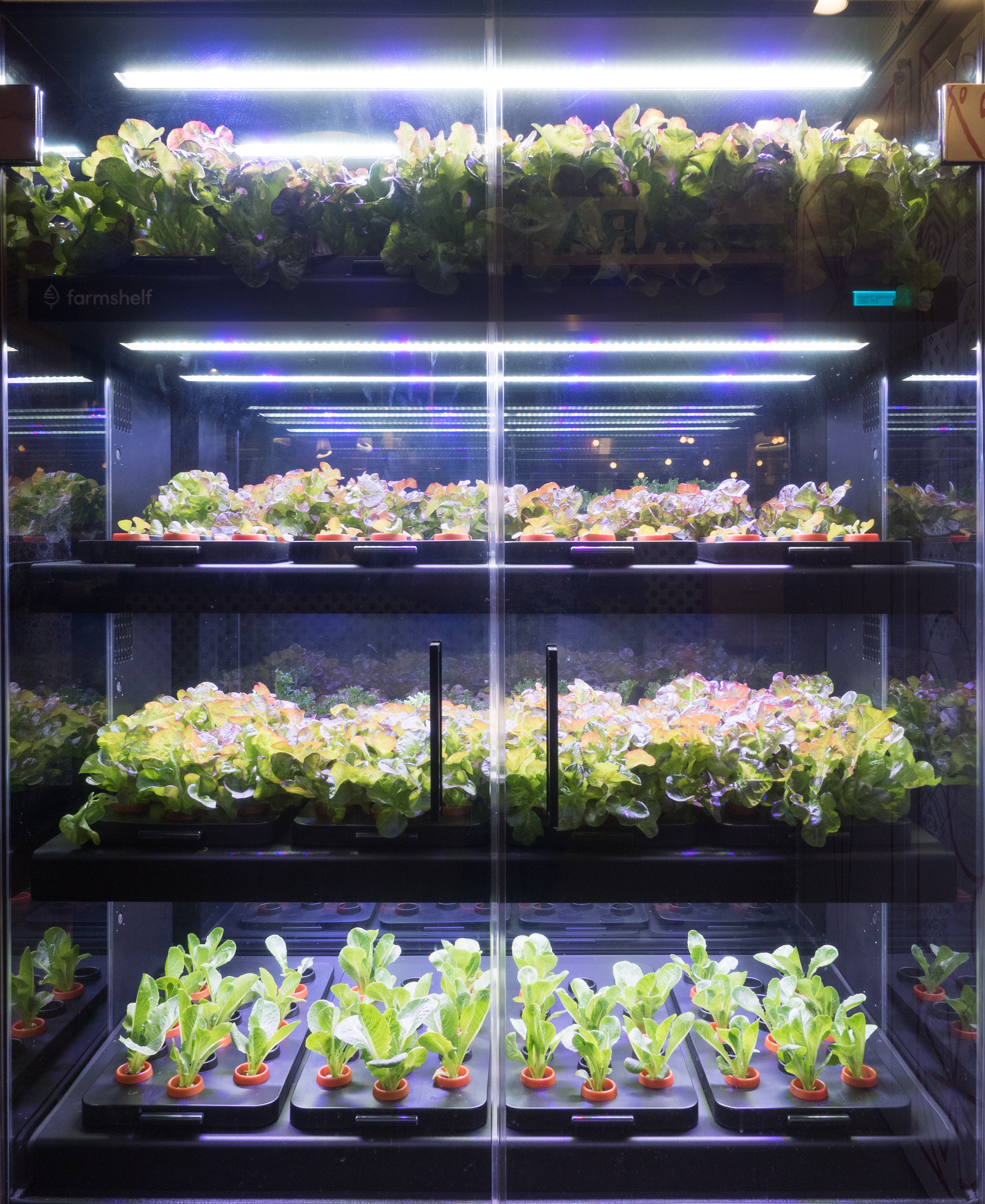
کشتزارهای عمودی در اسپانیا

پرورش گل و گیاه، گُل‌کاری، گل‌پروری یا باغبانی علمی (به انگلیسی: Horticulture) شاخه‌ای از کشاورزی است که با هنر، علم، فناوری و تجارت پرورش گیاه در باغ و گلخانه سروکار دارد، و شامل کاشت گیاهان دارویی، سبزیجات، میوه، مغزدانه‌ها، دانه‌ها، جوانه‌ها، قارچ‌ها، جلبک، گل‌های زینتی، جلبک‌های دریایی، و محصولات غیرغذایی مانند علف و درختان و گیاهان معطر است. باغبانی علمی همچنین به حفاظت گیاهان، ترمیم چشم‌انداز، طراحی باغ و چشم‌انداز، ساخت‌وساز، تعمیر و نگهداری و درختکاری هم می‌پردازد. در مقایسه با علم کشاورزی، باغبانی شامل تولید گیاهان زراعی و دامداری نمی‌شود.
باغبانان علمی دانش و مهارت‌های خود و فناوری‌ها را مورد استفاده قرار می‌دهند تا گیاهانی را برای غذای انسان و استفاده‌های غیرغذایی و کاربردهای شخصی و نیازهای اجتماعی تولید کنند. کار آن‌ها شامل تکثیر و کاشت گیاه با هدف بهبود رشد گیاه، محصول، کمیت، ارزش غذایی، مقاومت در برابر حشرات، بیماری‌ها، و استرس‌های محیطی است. آن‌ها به‌عنوان باغبان، تولیدکننده، درمانگر، طراح و مشاوران فنی در بخش موادغذایی و غیرغذایی باغبانی علمی کار می‌کنند.

## ریشه‌شناسی

یک مغازه میوه و سبزی‌فروشی در میلان

واژه horticulture از روی واژه agriculture مدل‌سازی شده‌است، و از واژه لاتین hortus به معنی باغ و کلمهcultūra «کاشت» از واژه cultus قسمت سوم colō به معنی من می‌کارم گرفته شده‌است. Hortus با کلمه انگلیسی yard (در معنای زمین همراه با یک ساختمان) هم‌ریشه است و همچنین واژه قرضی باغ (garden) است.

## حوزه‌های فعالیت

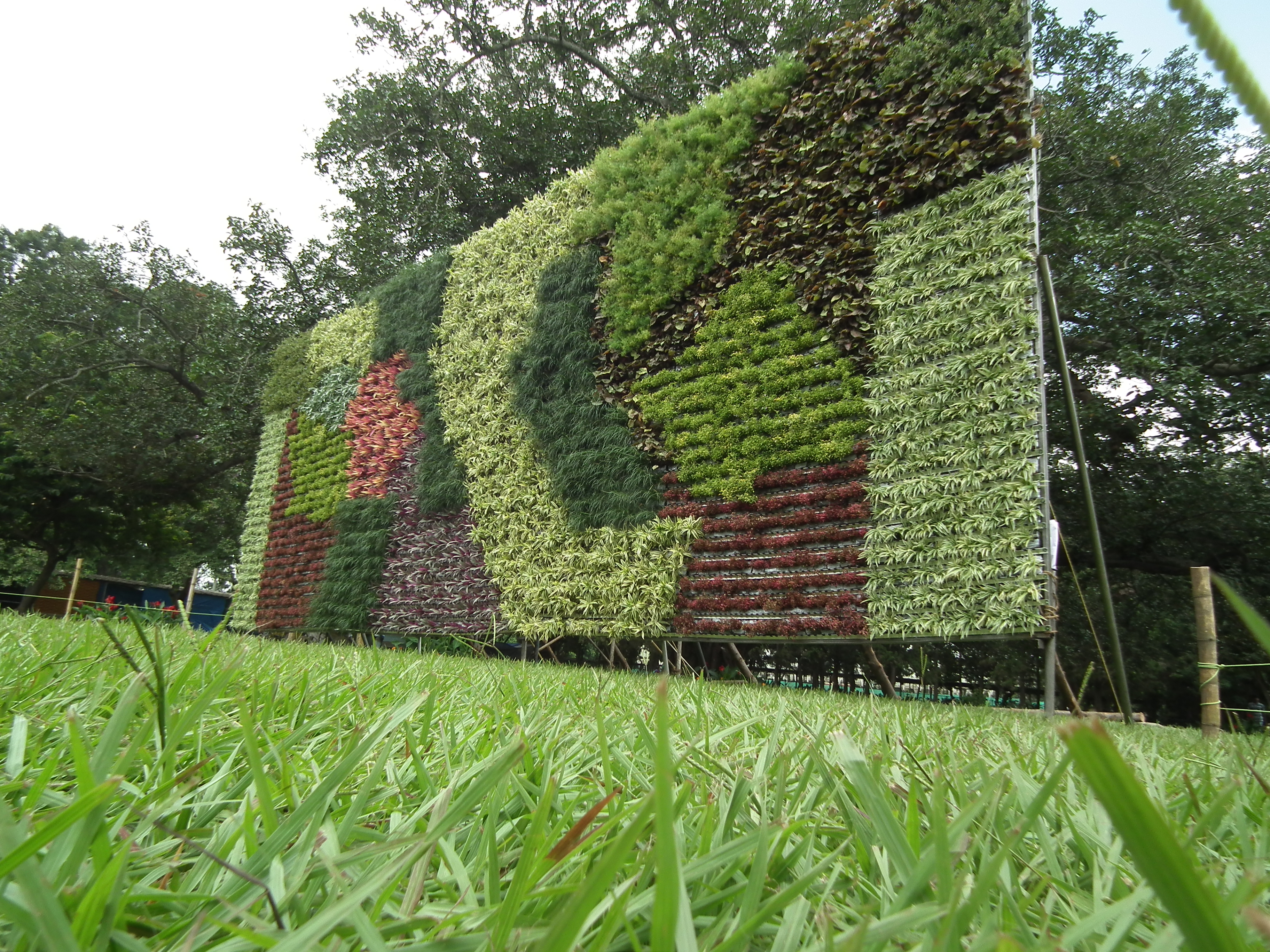
یک باغ عمودی

باغبانی علمی شامل نه حوزهٔ فعالیت است، که می‌تواند به دو بخش گستردهٔ زینتی و خوراکی گروه‌بندی شود.
- درختکاری مطالعه وانتخاب گیاه، مواظبت، و از بین بردن، درختان تک، درختچه‌ها، ویره‌ها و دیگر گیاهان چوبی چندساله است.
- مدیریت چمن شامل تمام جنبه‌های تولید، تعمیر و نگهداری چمن برای ورزش، استفاده در اوقات فراغت یا تفریح است.
- گل‌کاری شامل تولید و بازاریابی محصولات مربوط به گل
- معماری منظر شامل تولید، بازاریابی و نگهداری از گیاهان چشم‌انداز است.
- سبزیکاری شامل تولید و بازاریابی سبزیجات است.
- میوه‌کاری شامل تولید و بازاریابی میوه‌های سیبی است.
- موکاری شامل تولید و بازاریابی انگور است.
- شراب‌سازی شامل تمام جنبه‌های مربوط به شراب و شراب‌سازی است.
- فیزیولوژی پس از برداشت مربوط به حفظ کیفیت و جلوگیری از فساد گیاهان و حیوانات است.

## تاریخچه باغبانی
باغبانی علمی تاریخی بسیار طولانی دارد. تاریخ مطالعه و علم باغبانی علمی به زمان کوروش بزرگ برمی‌گردد؛ و تا زمان حال با کار باغبانان علمی مثل فریمن اس. هاولت و لوتر بوربانک در جریان بوده‌است. آثار باغبانی علمی به هزاران سال قبل برمی‌گردد. کاشت تارو و سیب‌زمینی هندی در پاپوا گینهٔ نو به ۶۹۵۰–۶۴۴۰ قبل از میلاد برمی‌گردد. می‌توان شروع فن و هنر باغبانی را از زمانی دانست که انسان‌های نخستین زندگی وحشی را ترک کرده و در گروه‌های کوچک در یک جا ساکن شدند.

## برای مطالعهٔ بیشتر
- C.R. Adams, Principles of Horticulture Butterworth-Heinemann; 5th edition (۱۱ اوت ۲۰۰۸), ISBN 0-7506-8694-4